# Stormhattshumla
Stormhattshumla (Bombus consobrinus) är en insekt i överfamiljen bin (Apoidea) och släktet humlor..

## Beskrivning
Humlan är varmt orange på hela mellankroppen och de två första tergiterna på bakkroppen. Tergiterna 3 och 4, samt hela undersidan, är svarta. De sista tergiterna är blekgråa till blekgula. Arten har en mycket lång tunga och ett avlångt huvud, anpassad efter de djupa stormhattsblommorna som är dess huvudsakliga näringskälla. Huvudformen gör att arten inte kan förväxlas med arter som har likartad färgteckning.

## Utbredning
Stormhattshumlan följer den nordiska stormhattens utbredning.
Arten förekommer i norra Norden mellan 59° och 69° N, i Ryssland söderut till 51° N (Saratovregionen), i norra Asien från Sibirien till Kamtjatka, Mongoliet, norra Kina, Manchuriet, Korea och Japan
I Sverige är den vanlig från Värmland, Dalarna och från Härjedalen i fjälltrakterna till Lule lappmark.
Arten är Jämtlands landskapsinsekt.
I Finland har stormhattshumlan påträffats på ett begränsat och minskande område i Norra Karelen.

## Ekologi
Humlan är specialiserad på nordisk stormhatt och följer dess utbredning. Arten kan också i mindre utsträckning besöka kransblommiga växter som plistrar (se bild ovan) och ärtväxter. Den föredrar skogsbryn, -gläntor och ängar. I Ryssland är den en typisk tajgaart. Utanför taigan kan den även påträffas i blandskog.
Humlesamhällets tillväxtfas är samtidig med den rikaste blomningen av stormhatt under juli till mitten av augusti. Ett bo kan producera nästan lika många drottningar som arbetare, vilket är ovanligt bland humlearterna. Drottningarna flyger mellan senare halvan av maj till början av oktober, arbetarna från juni till augusti och hanarna från senare delen av juli till början av september.

## Status
Globalt är arten klassificerad som livskraftig av Internationella naturvårdsunionen (IUCN), och samma gäller i Sverige. I Finland är humlan däremot rödlistad som starkt hotad ("EN").. Arten är sällsynt i Ryssland, och populationerna minskar, främst på grund av habitatförlust genom modernt skogsbruk (kalhyggen), uppodling av naturlig ängsmark och utbredd användning av bekämpningsmedel.